# Franciszek Bogdan
Franciszek Bogdan (ur. 11 sierpnia 1909, zm. 9 września 2008) – ksiądz pallotyn, doktor habilitowany prawa kanonicznego, pisarz, popularyzator św. Wincentego Pallottiego.

## Życiorys
Pierwszą profesję w Stowarzyszeniu Apostolstwa Katolickiego (wówczas w Pobożnym Stowarzyszeniu Misyjnym – PSM) złożył 15 sierpnia 1930, zaś święcenia kapłańskie przyjął 17 czerwca 1934.
W latach 1935–1938 studiował prawo kanoniczne na Katolickim Uniwersytecie Lubelskim. Tam też w 1939 na podstawie rozprawy napisanej pod kierunkiem Jana Rotha uzyskał stopień naukowy doktora. W 1973 na podstawie dorobku naukowego oraz rozprawy pt. Prawo instytutów życia konsekrowanego otrzymał na Wydziale Prawa Kanonicznego Akademii Teologii Katolickiej w Warszawie stopień doktora habilitowanego w zakresie prawa kanonicznego.
Był wieloletnim wykładowcą teologii moralnej i spowiednictwa, wychowawcą i kapelanem sióstr zakonnych. W latach 1945–1950 był duszpasterzem akademickim w Gdańsku. Był autorem wielu książek i tłumaczeń.
Był duchowym opiekunem Sióstr Służebnic Bożego Miłosierdzia.

## Wybrane publikacje
- Na drogach nieskończoności. Życie i spuścizna duchowa św. Wincentego Pallottiego, Poznań 1981.
- Prawo zakonów, instytutów świeckich i stowarzyszeń życia apostolskiego, Poznań 1988. ISBN 83-7014-108-0
- Jak złoto w ogniu. Wyzwanie św. W. Pallottiego, Warszawa 1992.
- Znad Tybru na podniebne szlaki, Ząbki 2000. ISBN 83-7031-202-0